# Anton Thumann
Anton Thumann (31. října 1912 – 8. října 1946) byl nacistický válečný zločinec, Obersturmführer SS a dozorce v koncentračních táborech Dachau, Gross-Rosen, Majdanek a Neuengamme. Po 2. světové válce byl za své zločiny odsouzen k trestu smrti a popraven.

## Mládí a vstup do SS
Narodil se 31. října 1912 v bavorském zemském okrese Pfaffenhofen. Stal se tesařem.
V roce 1932 vstoupil do SS (s členským číslem 24 444) a 5. dubna 1933 do NSDAP (s členským číslem 1 726 633).

## Kariéra v koncentračních táborech

### Dachau
Od roku 1933 byl dozorcem v koncentračním táboře Dachau u SS-Totenkopfstandarte „Oberbayern“. Od roku 1937 pracoval v kanceláři velitele a v roce 1940 se stal Schutzhaftlagerführerem, čímž se stal přímým podřízeným velitele tábora. S touto funkcí dostal dalekosáhlé pravomoci při správě tábora. Jeho úkolem bylo dohlížet na dodržování táborových pravidel, hlásit jejich porušení a také zajistit potrestání provinilce.

### Groß-Rosen
Na počátku srpna 1940 byl jmenován Schutzhaftlagerführerem v táboře Gross-Rosen, což byl satelitní tábor koncentračního tábora Sachsenhausen. Poté, co se Gross-Rosen stalo samostatným táborem, setrval ve funkci Schutzhaftlagerführerea.

### Majdanek
Od poloviny února 1943 do března 1944 byl Schutzhaftlagerführerem v koncentračním táboře Majdanek. Kvůli svým sadistickým sklonům, účasti na zplynování osob, selekci a střílení byl vězni nazýván „Kat z Majdanku“. Podle očitého svědka jménem Jerzy Kwiatkowski, který byl internován v Majdanku od března 1943 do července 1944, osobně zabil několik sovětských zajatců. Často jej doprovázel jeho německý ovčák Boris, kterého jeho pán pouštěl na vězně. Velmi aktivně se také podílel na tzv. akci Dožínky (šlo o vyvraždění Židů v Lublinském okrese).

### Neuengamme
V dubnu 1944 byl převelen do tábora Neuengamme (poblíž Hamburku), kde působil až do dubna 1945 opět jako Schutzhaftlagerführer. I tady v doprovodu svého psa týral vězně. Během evakuace Neuengamme nechal Höhere SS-und Polizeiführer Georg-Henning von Bassewitz-Behr do tábora přivést 71 (58 mužů a 13 žen) členů odboje, aby zde byli popraveni. Za jeho přítomnosti byli během 21. – 23. dubna 1945 oběšeni v podzemním bunkru. Když se vězni postavili na odpor, hodil do bunkru oknem ruční granát. 30. dubna 1945 se pod jeho vedením a vedením Wilhelma Dreimanna vydalo zbývajících 700 vězňů v Neuengamme na pochod smrti do Flensburgu.

## Poválečné období
Po válce, 18. března 1946 byl zadržen Brity a postaven před soud v Hamburku. Spolu s ním bylo souzeno dalších 13 válečných zločinců, včetně Wilhelma Dreimanna a Maxe Paulyho, velitele Neuengamme. 13. května soud vynesl rozsudky – 11 ze 14 obžalovaných dostalo trest smrti. On sám samozřejmě patřil k odsouzeným k smrti (stejně tak Dreimann a Pauly) a 8. 10. 1946 byl oběšen britským katem Albertem Pierrepointem, který například popravil také Irmu Grese či Josefa Kramera. I když byl popraven, nikdy se nezodpovídal za zločiny spáchané v jiných táborech než v Neuengamme.

## Odznaky a vyznamenání
- Zlatý stranický odznak
- Sportovní odznak SA
- Medaile za Anschluss
- Sudetská pamětní medaile